# Прозрачные проводники

Пример использования прозрачного проводника. Показано поперечное сечение тонкопленочного поликристаллического солнечного элемента. Прозрачное проводящее покрытие находится в контакте с полупроводником n-типа.

Прозра́чные проводники́ — материалы, прозрачные для видимого света, проводящие электрический ток. Используются для подведения электричества к светящимся элементам и для управления оптическими свойствами жидких кристаллов в таких устройствах, как экраны телевизоров, мониторов, телефонов, солнечных панелей. Также используются для нагрева электрическим током прозрачной лабораторной посуды.

## Некоторые прозрачные проводниковые материалы
| Химическая формула | Название         | Удельное электрическое сопротивление, Ом·м | Примечание |
| ------------------ | ---------------- | ------------------------------------------ | --- |
| SnO2               | Оксид олова(IV)  |                                            | Полупроводник. Наносится (например, на стекло) в виде спиртового раствора хлората олова SnClO3. Высушивается. Нагревается до температуры 580 °C. Образованная таким образом проводящая прозрачная плёнка используется, например, для прогрева стеклянной химической посуды. |
| In2O3              | Оксид индия(III) |                                            | Индий сжигается в кислороде, полученный оксид восстанавливается водородом при температуре ~400 °C. |
| Cn                 | Графен           |                                            | Углеродная плёнка, в которой углерод уложен слоем толщиной в один атом. |
| ZnO                | Оксид цинка      |                                            | Широкозонный полупроводник. Используется в электронике, например, при изготовлении солнечных элементов, в качестве фронтального и тыльного электродов. Прозрачен в видимом диапазоне длин волн, но хорошо поглощает в УФ-диапазоне. Тонкие плёнки могут наноситься методом ионного распыления, термического или ионно-термического испарения. Так же может использоваться в медицине и косметической промышленности. |